# Placidiopsis cartilaginea
Placidiopsis cartilaginea är en lavart som först beskrevs av William Nylander och fick sitt nu gällande namn av Edvard Vainio. 
Placidiopsis cartilaginea ingår i släktet Placidiopsis och familjen Verrucariaceae.   Inga underarter finns listade i Catalogue of Life.